# Alexander Rudolf af Slesvig-Holsten-Sønderborg
Alexander Rudolf af Slesvig-Holsten-Sønderborg (født 23. august 1651, død ca. 1727) var en sønderborgsk fyrstelig, der tilhørte den såkaldte schlesiske eller katolske linje af den sønderborgske hertugslægt. Alexander Rudolf valgte en gejstlig karriere og blev kannik i Breslau og Olmütz, begge i Schlesien.

## Biografi
Alexander Rudolf blev født den 23. august 1651 som det femte barn og anden søn af Alexander Henrik af Slesvig-Holsten-Sønderborg i dennes morganatiske ægteskab med Dorothea Marie Heshus, der var datter af en minister, og med hvem faderen konverterede til katolicismen. Parret slog sig ned i Schlesien, hvor Alexander Henrik blev oberst i et kejserligt regiment, og grundlagde dermed den såkaldte schlesiske eller katolske linje af den sønderborgske hertugslægt.
Alexander Rudolf valgte en gejstlig karriere og blev kannik i Breslau og Olmütz, begge i Schlesien.
Alexander Rudolf døde ca. 1727 i byen Olmütz i Schlesien. Da han døde uden mandligt afkom som den sidste overlevende søn af Alexander Henrik, uddøde den schlesiske linjen af den sønderborgske hertugslægt med ham.